# 작가의 폐색
작가의 장벽은 주로 저자가 글을 쓸 때 새로운 작품을 만드는 능력을 잃거나 창작 둔화가 발생하는 상태이다. 여러 해 동안 작품을 만들 수 없거나 독창적인 발상을 쉽게 못 떠올리는 것처럼 여러 가지가 있다. 옛날부터 작가의 장벽이 언급된다. 이 고통과 싸운 전문가는 저자 F. 스콧 피츠제럴드와 대중 문화 만화가 찰스 M. 슐츠를 포함한다. 이 주제에 관한 연구는 1970년대 후반과 1980년대에 많았으며 연구자들은 글쓰기가 되는 과정에 특별히 초점을 맞추었다. 정신분석학자 에드먼드 버글러가 1947년에 최초로 설명했다.

## 같이 보기
- 탈진 증후군
- 분석 마비